# 臺北市災害應變中心大樓
臺北市災害應變中心大樓（英語：Taipei City Government Disaster Prevention and Rescue Center），為臺北市災害應變中心所在地，2005年動工興建、2007年完工啟用，基地面積6,936平方公尺、總樓地板面積26,368.58平公尺。

## 歷史
2019年8月8日，早上5時28分發生芮氏規模6.0地震，台北市震度達4級，傳出15件輕微災情，687戶停電。臺北市政府立即透過消防局通報各局處啟動緊急應變小組，並立即展開查報及救災工作。

## 進駐大樓各樓層使用單位
| 使用樓層 | 用途                                                                          |
| -------- | ----------------------------------------------------------------------------- |
| 屋頂     | 直昇機停機坪                                                                  |
| 7        | 1999市民熱線                                                                  |
| 6        | 災害應變中心                                                                  |
| 5        | 災害應變中心、消防局減災規劃科、消防局整備應變科、消防局資通作業科、衛生局EOC |
| 4        | 土地開發總隊、災害應變中心                                                    |
| 3        | 土地開發總隊                                                                  |
| 2        | 松山地政事務所                                                                |
| 1        | 松山地政事務所、里民活動中心                                                  |
| B1       | 臺北市停車管理處                                                              |
| B2       | 臺北市停車管理處                                                              |

## 交通連結

### 捷運
搭乘捷運信義線至台北101/世貿站三號出口或象山站二號出口下車，步行至本市災害應變中心，約8-10鐘，或騎乘微笑單車約5分鐘。 搭乘捷運板南線至市府捷運站下車，轉乘公車至信義國中(松仁)站或災害應變中心站，步行至本市災害應變中心約3分鐘。

### 公車
搭乘32、32區、33、37、266、266區、665公車至信義國中(松仁)站下車，步行至本市災害應變中心約3分鐘。 或搭乘市民小巴7公車至災害應變中心站，步行至本市災害應變中心約3分鐘。 或搭乘1、22、33、37、38、226、266、266區、288、288區、665、藍5、藍5區公車至信義國中(莊敬)站下車後，步行至本市災害應變中心約3分鐘。